# Jacques Mahieux

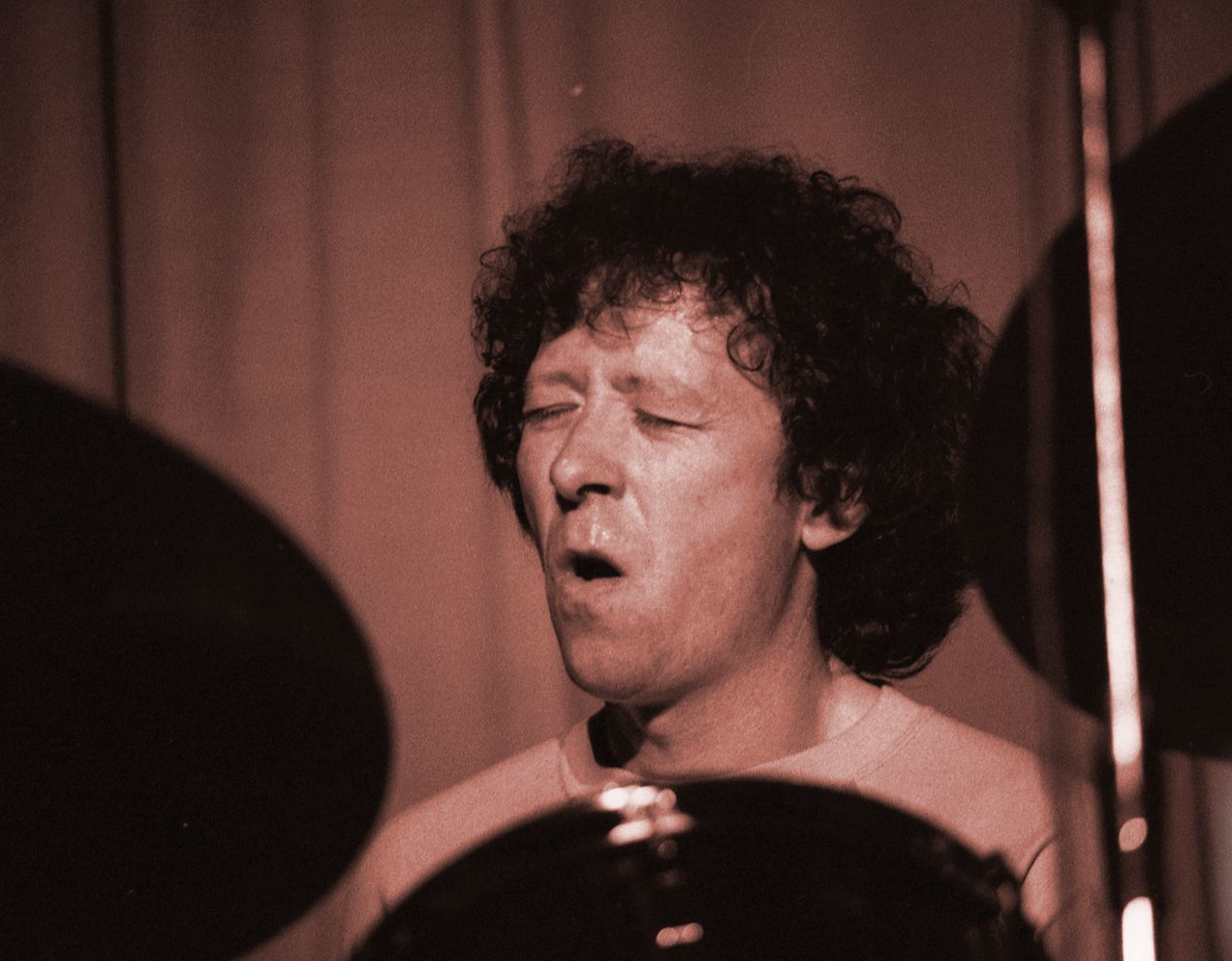
Jacques Mahieux

Jacques Mahieux (* 24. Juni 1946 in Guise, Département Aisne; † 10. März 2016) war ein französischer Jazzmusiker (Schlagzeug, Gesang, Komposition).

## Leben und Wirken
Mahieux trat nach einer Ausbildung auf der école normale von Laon zunächst als Klarinettist in Erscheinung, bevor er sich dem Schlagzeug zuwendete. In den 1970er Jahren war er zunächst Mitglied des Dharma Quintet, mit dem er auch aufnahm (Mr Robinson, 1970) und beim Montreux Jazz Festival 1971 gastierte. Bald war er auch als Sänger unterwegs. 1972 spielte er als Drummer auch Rockjazz mit dem Gitarristen Patrice Meyer und Blues mit Champion Jack Dupree. 1981 arbeitete er im Trio von Philippe Deschepper (mit dem Bassisten Jean-Luc Ponthieux) auf Et Autres noms d’Oiseaux und 1986 auch auf Sad Novi Sad. Mahieux war seit 1982 langjährig Mitglied des Quartetts von Henri Texier und ist auf mehreren Alben Texiers (z. B. auf La Compañera, Mad Nomad(s) und Paris-Batignolles) zu hören. Daneben spielte er mit Louis Sclavis, mit der Big Band de Guitares von Gérard Marais und in verschiedenen Formationen von Claude Barthélemy, Sylvain Kassap und Michel Godard. Mit Barthélemy, Kassap, Texier, Marais und Didier Levallet gründete er 1987 das Kollektiv Zhivaro.
Ab 1995 spielte er mit seiner eigenen Gruppe mit Vincent Mascart, Olivier Benoît und Nicolas Mahieux. Er arbeitete weiter mit Annick Nozati, mit Anthony Ortega, mit Sébastien Texier, mit dem Septett von Jean-Marc Padovani, mit Jean-Marie Machado, mit Renaud Garcia-Fons (Alborea) und mit dem Robert-Wyatt-Projekt Dondestan von John Greaves, Karen Mantler und Hélène Labarrière, mit dem er 2008 auch auf dem Jazzfestival Frankfurt gastierte.

## Diskographische Hinweise
- Franche musique, Hopi
- Chantage(s), Evidence
- Abyss (mit Éric Plandé, Nicolas Mahieux und Claude Barthélemy), 2005, Cristal Records
- Eric Plandé Between the Lines (mit Joachim Kühn, Moina Erichson, François Verly), 2007, Christal Records

## Lexigraphische Einträge
- Philippe Carles, André Clergeat, Jean-Louis Comolli: Dictionnaire du jazz. Ed. Robert Laffont, Coll. Bouquins, Paris 1994, ISBN 2-221-07822-5, S. 756.